# Contra la corriente
Contra la corriente è il terzo album in studio del cantante statunitense Marc Anthony, pubblicato il 21 ottobre 1997.
Il disco è stato prodotto dal musicista portoricano Angel "Cucco" Peña, mentre molti dei brani musicali sono stati opera del compositore panamense Omar Alfanno. L'album è stato elogiato dalla critica. Dall'album sono stati pubblicati sei singoli, quattro di quali hanno raggiunto la top ten della classifica Hot Latin Tracks. Promosso con un concerto al Madison Square Garden, Contra la corriente è stato il primo album di salsa che ha raggiunto il primo posto della classifica della Top Latin Albums e che è entrato nella Billboard 200.

## Tracce
1. Y hubo alguien – 6:23 (Omar Alfanno)
2. Contra la corriente – 5:13 (Alfanno)
3. Si te vas – 4:43 (Pedro Fernández)
4. Me voy a regalar – 5:33 (Alfanno)
5. No me conoces – 5:30 (Fernando Arias)
6. No sabes cómo duele – 5:07 (Alfanno)
7. La luna sobre nuestro amor – 4:58 (Alfanno)
8. Suceden – 4:00 (Arias)
9. Un mal sueño – 3:23 (Manny Benito)